# Tatsfield
Tatsfield – wieś w Anglii, w hrabstwie Surrey, w dystrykcie Tandridge. Leży 26 km na południowy wschód od centrum Londynu. Miejscowość liczy 2000 mieszkańców.